# Dick Voorn

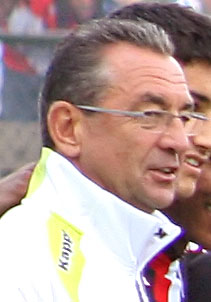
Dick Voorn

Dick "Coocky" Voorn (Uithoorn, 29 oktober 1948) is een Nederlands voormalig voetballer en thans voetbaltrainer. Voorn is vooral bekend als meervoudig assistent-trainer van ex-bondscoach Bert van Marwijk.

## Levensloop
Dick Voorn werd geboren in Uithoorn en verloor op jonge leeftijd zijn vader. Daarna verhuisde Voorn naar Maastricht waar hij het grootste gedeelte van z'n jeugd heeft doorgebracht. Voorn voetbalde veel op straat en heeft alleen de lagere school afgemaakt.

## Voetballer
Als linksbuiten van VV Sint Pieter werd Voorn gescout voor MVV. Na vier jaar verhuisde Voorn naar het Belgische KSK Tongeren waar hij vijf jaar zou spelen. Op z'n 27e werd Voorn afgekeurd wegens rugproblemen.

## Trainer
In 1980 werd Voorn jeugdtrainer bij Fortuna Sittard.  Frans Körver zag wel wat in de fanatieke jeugdtrainer en haalde hem als assistent bij het eerste elftal. Die post zou Voorn 26 jaar bekleden bij Fortuna Sittard. Voorn is in al die jaren diverse keren ad interim-trainer geweest na het ontslag van de hoofdtrainer. In 1997 stelde Voorn voor om Bert van Marwijk aan te stellen als hoofdtrainer. Na drie jaar vertrok Van Marwijk naar Feyenoord zonder Voorn, hoewel Van Marwijk Voorn graag mee had genomen.
In 2004 werd Coocky herenigd met Van Marwijk bij Borussia Dortmund. Van Marwijk als hoofdtrainer en Voorn in de vertrouwde rol van assistent.
Na het ontslag bij Borussia Dortmund in 2006 ging het duo in het seizoen 2007/2008 aan de slag bij Feyenoord.
Het seizoen erop werd Van Marwijk bondscoach van het Nederlands elftal met wederom Voorn als assistent. Na teleurstellende resultaten op het EK 2012 volgde ontslag en raakte Voorn gebrouilleerd met Van Marwijk.
In 2013 was Voorn kortstandig assistent bij MVV, maar stapte op nadat hoofdcoach Tiny Ruijs en diens vrouw waren bedreigd na de bekernederlaag tegen de amateurs van JVC Cuijk.
Later werd Voorn hoofdtrainer bij RKSV Bekkerveld. Thans is Voorn bezig aan z'n negende seizoen en heeft hij twee jaar bijgetekend. Op 14 april 2024  werd Voorn als hoofdtrainer van RKSV Bekkerveld vijf speelrondes voor het einde van de competitie, kampioen van de Tweede Klasse F. na een 2-0 thuisoverwinning tegen Geusselt Sport.

## Privé
Zijn zoon Ramon speelt bij Eendracht Termien.